# Neocaudites nevianii
Neocaudites nevianii är en kräftdjursart som beskrevs av H.S. Puri 1960. Neocaudites nevianii ingår i släktet Neocaudites och familjen Hemicytheridae. Inga underarter finns listade i Catalogue of Life.